# Bačevina
Bačevina (izvirno srbsko Бачевина) je naselje v Srbiji, ki upravno spada pod Občino Lebane; slednja pa je del Jablaniškega upravnega okraja.

## Demografija
V naselju, katerega izvirno (srbsko-cirilično) ime je Бачевина, živi 193 polnoletnih prebivalcev, pri čemer je njihova povprečna starost 52,9 let (49,4 pri moških in 56,5 pri ženskah). Naselje ima 86 gospodinjstev, pri čemer je povprečno število članov na gospodinjstvo 2,49.
To naselje je, glede na rezultate popisa iz leta 2002, večinoma srbsko, a v času zadnjih treh popisov je opazno zmanjšanje števila prebivalcev.
|  |

| Demografija | Demografija     | Demografija     |
| Leto        | Št. prebivalcev | Št. prebivalcev |
| ----------- | --------------- | --------------- |
|             |                 |                 |
|             |                 |                 |
|             |                 |                 |
|             |                 |                 |
| 1948        | 478             |                 |
| 1953        | 485             |                 |
| 1961        | 473             |                 |
| 1971        | 454             |                 |
| 1981        | 390             |                 |
| 1991        | 311             | 311             |
| 2002        | 215             | 214             |
|             |                 |                 |

| Etnična sestava po popisu iz leta 2002 | Etnična sestava po popisu iz leta 2002 | Etnična sestava po popisu iz leta 2002 | Etnična sestava po popisu iz leta 2002 | Etnična sestava po popisu iz leta 2002 |
| -------------------------------------- | -------------------------------------- | -------------------------------------- | -------------------------------------- | -------------------------------------- |
| Srbi                                   | Srbi                                   |                                        | 211                                    | 98,59%                                 |
| Neznano                                | Neznano                                |                                        | 2                                      | 0,93%                                  |